# روب ميلر
روب ميلر (بالإنجليزية: Rob Miller) (28 مارس 1980 بيدفورد المملكة المتحدة - ) هو لاعب كرة قدم بريطاني، يلعب كمدافع.

## مسيرته

### مسيرته مع الأندية
- 1999 - 1999 لعب مع كامبريدج يونايتد مباراة.
- 1999 - 2002 لعب مع ستيفيناغ بوروه 39 مباراة سجل خلالها هدف.

## روابط خارجية
- روب ميلر على موقع Soccerbase.com (لاعب) (الإنجليزية)